# .fi
.fi為芬兰國家及地區頂級域（ccTLD）的域名，於1986年12月17日啟用。該域名最初由坦佩雷理工大学負責管理，後來先後由FICORA和FICIX以及TRAFICOM接手。TRAFICOM一度對.fi域名的註冊要求非常严格，只有公司才能使用.fi域名。不過自2016年9月起，全球任何人都可以註冊.fi域名。

## 外部連結
- IANA .fi whois information（页面存档备份，存于）
- FICORA.fi（页面存档备份，存于）
- Ficora domains
- .fi top-level domain registration application（页面存档备份，存于）